# Yanis Begraoui
Yanis Begraoui (Étampes, 4 juli 2001) is een Marokkaans-Frans profvoetballer die doorgaans speelt als centrumspits. Hij verruilde in 2021 AJ Auxerre voor Toulouse FC. Begraoui is ook Marokkaans jeugdinternational.

## Clubcarrière
Begraoui doorliep de jeugdreeksen van FC d'Étampes en Brétigny FCS. In 2017 stapte hij over naar de jeugdreeksen van AJ Auxerre. Op 13 april 2018 maakte hij zijn debuut voor het eerste elftal in de met 1–2 verloren thuiswedstrijd tegen Clermont Foot. Twaalf minuten voor tijd kwam hij Birama Touré vervangen. In juli 2018 werd hij dan definitief toegevoegd aan het eerste elftal.

## Clubstatistieken
| Seizoen   | Club       | Competitie | Competitie | Competitie | Beker | Beker | Internationaal | Internationaal | Totaal | Totaal |
| Seizoen   | Club       | Competitie | Wed.       | Dlp.       | Wed.  | Dlp.  | Wed.           | Dlp.           | Wed.   | Dlp.   |
| --------- | ---------- | ---------- | ---------- | ---------- | ----- | ----- | -------------- | -------------- | ------ | ------ |
| 2017/2018 | AJ Auxerre | Ligue 2    | 4          | 0          | 0     | 0     | –              | –              | 4      | 0      |
| 2018/2019 | AJ Auxerre | Ligue 2    | 7          | 0          | 0     | 0     | –              | –              | 7      | 0      |
| 2019/2020 | AJ Auxerre | Ligue 2    | 1          | 0          | 1     | 0     | –              | –              | 2      | 0      |
| Totaal    | Totaal     | Totaal     | 12         | 0          | 1     | 0     | 0              | 0              | 12     | 0      |

Bijgewerkt op 11 september 2019.

## Interlandcarrière
Begraoui komt uit voor het Marokkaans elftal onder 23 en speelde tijdens de Afrika Cup onder 23 in Marokko, die uiteindelijk ook gewonnen werd.